# ATC code H05
ATC code H05 هومئوستازی کلسیم زیرگروهی درمانی از سیستم طبقه‌بندی شیمیایی درمانی آناتومیک است. این سیستمِ متشکل از کدهای حرفی‌عددی را سازمان جهانی بهداشت برای طبقه‌بندی داروها و سایر تولیدات پزشکی ایجاد کرده است. زیرگروه H05 جزوی از گروه آناتومیک H فراورده‌های هورمونی به‌غیر از هورمون‌های جنسی و انسولین است.

کدهای مورد استفاده در دامپزشکی (کدهای ATCvet) را می‌توان با گذاشتن حرف Q جلو کدهای انسانی ATC ایجاد کرد: مثلاً QH05. 
ممکن است نسخه‌های ملی از طبقه‌بندی ATC حاوی کدهای اضافه‌ای باشند که در این فهرست (نسخهٔ سازمان جهانی بهداشت) نیامده باشند.

## H05A هورمون‌ها و آنالوگ‌هایغده پاراتیروئید

### H05AA هورمون‌ها و آنالوگ‌های غدهٔ پاراتیروئید
H05AA01 غده پاراتیروئید extract
H05AA02 Teriparatide
H05AA03 هورمون پاراتیروئید

## H05B Anti-parathyroid agents

### H05BAکلسی تونینpreparations
H05BA01 Calcitonin (ماهی آزاد synthetic)
H05BA02 Calcitonin (گوشت خوک natural)
H05BA03 Calcitonin (انسان synthetic)
H05BA04 Elcatonin

### H05BX Other anti-parathyroid agents
H05BX01 Cinacalcet
H05BX02 Paricalcitol
H05BX03 دوکسرکالسیفرول
H05BX04 Etelcalcetide